# Maciej Rosalak
Maciej Rosalak (ur. 1947, zm. 12 marca 2023) – polski dziennikarz i publicysta.

## Życiorys
Absolwent historii na Uniwersytecie Warszawskim.
Drugi sekretarz redakcji dziennika „Rzeczpospolita”, jeden z autorów wstępów do dodatków „Rzeczpospolitej”: „Zwycięstwa Oręża Polskiego”, „Chwała Oręża Polskiego” i „Księga Kresów Wschodnich”. W przeszłości zastępca redaktora naczelnego tygodnika „Wspólnota”. Członek redakcji, wiceszef, a następnie redaktor naczelny miesięcznika „Historia Do Rzeczy”.
Odznaczony Krzyżem Kombatanckim przez prezydenta RP Ryszarda Kaczorowskiego, Medalem Pro Memoria oraz złotym medalem Opiekuna Miejsc Pamięci Narodowej.

## Publikacje książkowe
- Od Gdyni do Portu Północnego, 1976, Warszawa: Towarzystwo Łączności z Polonią Zagraniczną „Polonia”, 20 s.
- Reduty Września, 1990, Warszawa: Epoka, ISBN 83-85021-20-5.
- Tsunami historii. Jak żywioły przyrody wpływały na dzieje świata, 2016, Warszawa[7]
- Anders i jego Armia (Seria „Szlak Andersa”, Tom 1), 2016, Edipresse & RosikonPress, ISBN 9788379455605[8]
- Matnia '39 (Seria „Szlak Andersa”, Tom 2), 2016, Edipresse & RosikonPress, ISBN 978-83-7945-581-2[9]
- Pod sołdackim butem. Sowiecka okupacja Kresów (Seria „Szlak Andersa”, Tom 4), 2016, Edipresse & RosikonPress, ISBN 978-83-7945-583-6[10]
- Zmowa bandytów. Sojusz niemiecko – sowiecki (Seria „Szlak Andersa”, Tom 7), 2016, Rosikon Press, ISBN 978-83-7945-586-7[11]
- Polacy! Wici! Powstanie Armii Polskiej w Związku Sowieckim (Seria „Szlak Andersa”, Tom 9), 2016, Rosikon Press, ISBN 978-83-7945-588-1[12]
- Z tułaczy żołnierze. Wojsko I armia cywilów, I ci, co nie zdążyli (Seria „Szlak Andersa”, Tom 10), 2016, Rosikon Press, ISBN 978-83-7945-589-8[13]
- W ziemi włoskiej. 2 Korpus Polski gotów do boju (Seria „Szlak Andersa”, Tom 21), 2017, Rosikon Press, ISBN 978-83-8117-161-8[14]
- Korpus Kultury i Edukacji. Nauka, kultura i praca żołnierzy polskich po wojnie (Seria „Szlak Andersa”, Tom 23), 2018, Rosikon Press, ISBN 978-83-8117-849-5[15]
- Nad Adriatyk! Zdobycie Ankony (Seria „Szlak Andersa”, Tom 24), 2018, Edipresse & RosikonPress, ISBN 978-83-8117-164-9[16]
- Oszukani przez aliantów. Skutki postanowień jałtańskich dla Polski i Polaków (Seria „Szlak Andersa”, Tom 28), 2018, Rosikon Press, ISBN 978-83-8117-168-1[17]
- Przed III wojną. Od mobilizacji do demobilizacji Polaków. Rtm Pilecki i gen. Anders (Seria „Szlak Andersa”, Tom 30), 2018, Rosikon Press, ISBN 978-83-8117-170-0[18]
- Polska Diaspora. Ci, co wyszli z ZSRS pod wodzą Andersa i pozostali na całym świecie (Seria „Szlak Andersa”, Tom 36), 2019, Rosikon Press, ISBN 978-83-8117-852-5[19]
- Wielkie zarazy ludzkości. Jak choroby i epidemie wpływały na dzieje cywilizacji, 2020, Warszawa[20]